# 阿因萨
阿因萨镇，是西班牙阿因萨-索夫拉尔韦市镇首府，位于阿拉贡自治区韦斯卡省，比利牛斯山脈南麓。该镇的景点有11世纪的城堡和12世纪的教堂。